# 鼠李科
鼠李科（学名：Rhamnaceae）是一个大科，有58属大约900种，中国有14属，大约130种。本科植物大部分为乔木，也有灌木和藤本植物，偶有草本。
分布在全世界温带和热带地区，在热带和亚热带地区分布最多，最早的鼠李科植物化石见于马斯特里赫特阶。
本科植物一般都有刺，单叶，叶脉显著，常互生；花小，雄蕊4-5枚和花瓣对生；有些种类如滨枣 （Paliurus spina-christi）和十字木（ Colletia cruciata）的叶子会演化成刺，尤其是十字木会同时腋生两个芽，一个演化成刺，另一个生成芽叶。
本科植物的果实为肉质核果或蒴果，枣(Ziziphus jujuba)在中国是一种主要的干果或水果。美洲茶是一种观赏花卉并具有固氮根瘤。鼠李的木材用于烧炭，冻绿（Rhamnus utilis）的果实和叶可以提取绿色染料。

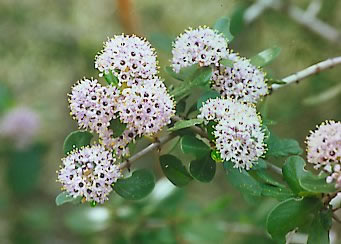
美洲茶（ Ceanothus cuneatus）的花

## 属
本科包括以下属：
Ampelozizipheae族
- Ampelozizyphus Ducke

Bathiorhamneae族
- Bathiorhamnus Capuron

腊质果族
- Adolphia（英语：Adolphia） Meisn.（英语：Carl Meissner）
- 腊质果属 Colletia Comm. ex Juss.
- Discaria（英语：Discaria） Hook.
- Kentrothamnus（西班牙语：Kentrothamnus） Suess. & Overkott
- Ochetophila（西班牙语：Ochetophila） Poepp. ex Reissek
- Retanilla（西班牙语：Retanilla） (DC.) Brongn.
- Trevoa（英语：Trevoa） Miers ex Hook.

Tribe Doerpfeldieae
- Doerpfeldia Urb.

咀签族 Gouanieae
- Alvimiantha（西班牙语：Alvimiantha） Grey-Wilson
- Crumenaria（西班牙语：Crumenaria） Mart.
- 咀签属 Gouania Jacq.
- Helinus（英语：Helinus） E.Mey. ex Endl.
- Johnstonalia Tortosa (originally named Johnstonia; by some treated as Gouania)
- Pleuranthodes（西班牙语：Pleuranthodes） Weberb.
- Reissekia（西班牙语：Reissekia） Endl.

Maesopsideae族
- Maesopsis Engl.

马甲子族 Paliureae
- 枳椇属 Hovenia Thunb.
- 马甲子属 Paliurus Mill.
- 枣属 Ziziphus Mill.
- Sarcomphalus（英语：Sarcomphalus） P.Browne emend. Hauenschild

石南茶族 Phyliceae
- †西洋欖屬 NesiotaHook.f.
- Noltea（英语：Noltea） Rchb.
- 石南茶屬（英语：Phylica） Phylica L.
- Trichocephalus（西班牙语：Trichocephalus） Brogn.

Pomaderreae族
- Blackallia（西班牙语：Blackallia） C.A.Gardner
- Cryptandra（英语：Cryptandra） Sm.
- Papistylus（西班牙语：Papistylus） Kellermann, Rye & K.R.Thiele
- Polianthon K.R.Thiele
- 牛筋茶属 Pomaderris（英语：Pomaderris） Labill.
- 绵管茶属 Serichonus K.R.Thiele
- 垂头茶属 Siegfriedia（西班牙语：Siegfriedia） C.A.Gardner
- 火绒茶属 Spyridium（英语：Spyridium） Fenzl
- 狭冠茶属 Stenanthemum（西班牙语：Stenanthemum） Reissek
- 袋貂茶属 Trymalium（英语：Trymalium） Fenzl

鼠李族 Rhamneae
- 大羊枣属 Auerodendron（英语：Auerodendron） Urb.
- 勾儿茶属 Berchemia Neck. ex DC.
- 小勾儿茶属 Berchemiella Nakai
- 刺羊枣属 Condalia（英语：Condalia） Cav.
- 裸芽鼠李属 Frangula（英语：Frangula） Mill.
- 腺羊枣属 Karwinskia（英语：Karwinskia） Zucc.
- 铁羊枣属 Krugiodendron（西班牙语：Krugiodendron） Urb.
- 情人李属 Reynosia（英语：Reynosia） Griseb.
- 猫乳属 Rhamnella Miq.
- 羊枣属 Rhamnidium（英语：Rhamnidium） Reissek
- 鼠李属 Rhamnus L.
- 雀梅藤属 Sageretia Brongn.
- 对刺藤属 Scutia (Comm. ex DC.) Brongn.

翼核木族 Ventilagineae
- 扁果藤属 Smythea Seem.
- 翼核果属 Ventilago Gaertn.

地位未定 Incertae sedis
- 麦珠子属 Alphitonia Endl. (close to Colubrina)
- 棕兵木属 Araracuara（西班牙语：Araracuara） Fern.Alonso
- 美洲茶属 Ceanothus L. (close to Pomaderreae)
- 苞叶木属 Chaydaia Pit. (by some treated as Rhamnella)
- 蛇藤属 Colubrina Rich. ex Brongn.
- 宿珠木属 Emmenosperma（英语：Emmenosperma） F.Muell. (close to Colubrina)
- 岩珠木属 Granitites（英语：Granitites） Rye[2](close to Alphitonia)
- 蛇藤属 HybospermaUrb. (by some treated as Colubrina)
- 喙珠木属 Jaffrea（英语：Jaffrea） H.C.Hopkins & Pillon
- 红毛茶属 Lasiodiscus（英语：Lasiodiscus） Hook.f.
- 蒴猫乳属 Schistocarpaea（西班牙语：Schistocarpaea） F.Muell.[3](maybe belonging to Colletieae)
- Talguenea Miers ex Endl. (by some treated as Trevoa（英语：Trevoa）)